# All 'n All
| 전문가 평가         | 전문가 평가  |
| 평가 점수           | 평가 점수    |
| 출처                | 점수         |
| ------------------- | ------------ |
| AllMusic            | [ 1 ]        |
| The Guardian        | (favourable) |
| Village Voice       | (B+)         |
| Record Mirror       | [ 4 ]        |
| Stereo Review       | (favourable) |
| Rolling Stone       | favorable    |
| The New York Times  | (favourable) |
| New Musical Express | (favourable) |
| Los Angeles Times   | (favourable) |
| Chicago Tribune     | (favourable) |

《All 'n All》은 1977년 11월 21일, 컬럼비아 레코드가 발매한 미국의 밴드 어스, 윈드 & 파이어의 여덟 번째 스튜디오 음반이다. 이 음반은 빌보드 톱 R&B/힙합 음반 차트에서 1위에 올랐고 빌보드 200 차트에서 3위에 올랐다. 《All 'n All》은 미국 음반 산업 협회로부터 트리플 플래티넘, 캐나다 골드, 영국 실버 음반 산업 협회로부터 영국 축음기 협회 인증을 받았다.

## 배경
《All 'n All》은 칼림바 프로덕션스를 위해 모리스 화이트가 제작했다. 이 음반에 대한 그의 영감은 아르헨티나와 브라질로 한 달간의 여행이었다. 《All 'n All》은 또한 캘리포니아주 로스앤젤레스에 위치한 헐리우드 사운드 레코더스와 버뱅크 스튜디오에서 녹음되었다. 1999년에 재발매된 이 음반에는 〈Love's Holiday〉와 〈Runnin'〉의 데모 버전 두 곡과 함께 〈Brazilian Rhyme〉의 라이브 버전이 수록되어 있다.

## 싱글
〈Serpentine Fire〉는 빌보드 핫 솔 송 차트에서 1위를 차지했고 빌보드 핫 100에서 13위를 차지했다. 또 다른 싱글 〈Fantasy〉는 빌보드 핫 솔 송 차트에서 12위, 영국 싱글 차트에서 14위로 정점을 찍었다. 〈Fantasy〉는 또한 최우수 R&B 노래 부문 그래미 어워드 후보에 올랐다.

## 곡 목록
| #  | 제목                               | 작사·작곡                                        | 재생 시간 |
| -- | ---------------------------------- | ------------------------------------------------ | --------- |
| 1. | 〈Serpentine Fire〉                | 모리스 화이트, 버딘 화이트, 레지널드 "소니" 버크 | 3:51      |
| 2. | 〈Fantasy〉                        | M. 화이트, V. 화이트, 에디 델 바리오             | 4:38      |
| 3. | 〈In the Marketplace (Interlude)〉 | M. 화이트                                        | 0:43      |
| 4. | 〈Jupiter〉                        | M. 화이트, V. 화이트, 래리 던, 필립 베일리       | 3:55      |
| 5. | 〈Love's Holiday〉                 | M. 화이트, 스킵 스카버러                         | 4:23      |
| 6. | 〈Brazilian Rhyme (Beijo)〉        | M. 화이트                                        | 1:20      |

| #  | 제목                                 | 작사·작곡                                               | 재생 시간 |
| -- | ------------------------------------ | ------------------------------------------------------- | --------- |
| 1. | 〈I'll Write a Song For You〉        | 베일리, 알 맥케이, 스티브 벡마이어                      | 5:23      |
| 2. | 〈Magic Mind〉                       | 던, 베일리, 맥케이, M. 화이트, V. 화이트, 프레드 화이트 | 3:38      |
| 3. | 〈Runnin〉                           | M. 화이트, 던, 바리오                                   | 5:50      |
| 4. | 〈Brazilian Rhyme (Ponta de Areia)〉 | 밀톤 나시멘토                                           | 0:53      |
| 5. | 〈Be Ever Wonderful〉                | M. 화이트, 던                                           | 5:08      |

## 인증
| 국가                       | 인증        | 판매량/출하량 |
| -------------------------- | ----------- | ------------- |
| 캐나다 (뮤직 캐나다)       | 골드        | 50,000^       |
| 네덜란드 (NVPI)            | 골드        | 50,000^       |
| 영국 (BPI)                 | 실버        | 60,000^       |
| 미국 (RIAA)                | 3× 플래티넘 | 3,000,000^    |
| ^출하량을 기반으로 한 인증 |             |               |